# 尼尔玛·奥诺拉托·达·席尔瓦
尼尔马·奥诺拉托·达·席尔瓦（Nilmar Honorato da Silva，1984年7月14日—），一般称尼尔马，巴西足球运动员。

## 俱乐部生涯

### 巴西国际
结束青年队的时光后，尼尔马于2003-2004赛季为巴西国际队正式参赛，这也是他职业生涯的开端。

### 里昂
尼尔马曾在2004年夏天加盟法甲强队里昂,俱乐部最初的想法是由他接替巴西同胞吉奥瓦尼·埃尔伯。合同的条款里规定一旦埃尔伯可以归队那么尼尔马就允许租借回国际队。
尼尔马的首次亮相十分惊艳，他在面对雷恩的比赛里梅开二度，不过在那之后的整个赛季里他都没再进过球。

### 科林蒂安
随着弗雷德来到里昂，俱乐部随即将尼尔马租借给巴西联赛的球队科林蒂安，也是由于俱乐部的非欧盟球员已经满员。
尽管当时里昂和尼尔马依然有4年的合约，不过由于球队前锋人满为患，比如弗雷德、维尔托德、巴罗什、戈武等人，虽然尼尔玛在科林蒂安的表现不错，甚至还入选了2005年巴西联赛全明星队，最终尼尔马在赛季后被出售给了科林蒂安。

### 巴西国际
2007年8月17日, 由于科林蒂安拖欠尼尔玛200万欧元，体育仲裁判定尼尔马与俱乐部的合同取消。他可以自由转会至其他俱乐部，最后他选择了老东家巴西国际，而科林蒂安依然要偿还给里昂购买尼尔马的转会费800万欧元。
以后有几次多家欧洲或者巴西的俱乐部对尼尔马产生了兴趣，2008年1月的迪拜邀请赛里尼尔马表现抢眼帮助球队捧杯，意甲巴勒莫出价1500万欧元加300万的附加浮动奖金却遭到了拒绝。

### 比利亞雷阿爾
2009年7月25日比利亞雷阿爾主席费尔南多·罗伊格正式确认以1100万欧元签下尼尔马。他的首次西甲比赛的对手是奥萨苏纳队。

### 转会卡塔尔
2012年尼尔马转会至卡塔尔星级联赛球队赖扬，出场35次打进16球。2014年转会至阿尔贾什。

## 国家队生涯
尼尔马首次代表国家队出征是在2003年的金杯赛里，首个国家队对手是墨西哥队；首个国家队进球是在2004年8月18日6-0击败海地队的比赛里完成的。
经过4年后尼尔马才再度入选邓加的国家队，来代替受伤的拉斐尔·索比斯参加2010年世界杯预选赛。2009年9月9日世界杯预选赛4-2击败智利队的比赛中尼尔马首次在国家队上演帽子戏法。